# اشناوزر

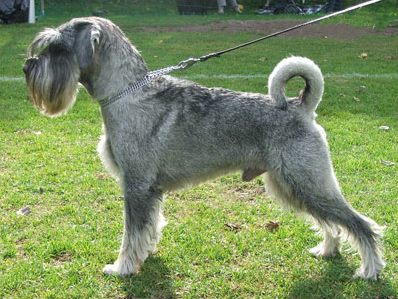
اشناوزر (schnauzer)

اشناوزر (به آلمانی: Schnauzer) از انواع سگ‌های آلمانی نگهبان به‌شمار می‌رود. تلفظ درست‌تر آلمانی آن «اشناؤتزر» است.
سگ‌های اشناوزر آلمانی به ۳ دسته تقسیم می‌شوند:
- ریزِن اشناوزر (بزرگ)
- میتل اشناوزر (متوسط)
- سوِرگ اشناوزر (کوچک)

سگی است سرزنده، فعال، جسور، خوش‌خلق و باهوش. برای نگهبانی از خانه مناسب است و دشمن موش‌هاست. حرکات این حیوان سریع است و به آسانی تربیت می‌شود. این سگ‌ها از لحاظ محبت به کودکان از دیگر سگ‌ها متمایز هستند، ولی بسیار بدگمان به غریبه‌ها هستند. به تمرین و ورزش نیاز فراوانی دارد. از نظر ویژگی‌های ظاهری، بدنی چهارشانه و قوی دارند. بدن چهارگوشش با موهای خشن پوشیده شده‌است. گوش‌های این حیوان تیز است. پوشش بدنش ضخیم، سیمی و زمخت است. گوش‌ها، پاها و دست‌ها با موهای کوتاه پوشیده می‌شود. سگ‌های این نژاد رنگ فلفل نمکی و سیاه کهربایی دارند و تقریباً از ۳۰ سانتیمتر تا ۷۰ سانتیمتر ارتفاع دارند.